# Mauazinho (escola de samba)
O Mauazinho é uma escola de samba da cidade de Manaus, no estado brasileiro do Amazonas. Para 2009, mudou seu nome para GRES Império do Mauá. Quarto lugar no Grupo 3 em 2008, trouxe o enredo "CEASA - Aonde tudo começou,...Hoje é realidade" em 2009.